# Cachryphora serotinae
Cachryphora serotinae är en insektsart som först beskrevs av Oestlund 1887.  Cachryphora serotinae ingår i släktet Cachryphora och familjen långrörsbladlöss. Inga underarter finns listade i Catalogue of Life.